# Drugi rząd Leo Varadkara
Drugi rząd Leo Varadkara – rząd Irlandii funkcjonujący od 17 grudnia 2022 do 9 kwietnia 2024. Był gabinetem tworzonym przez koalicję Fianna Fáil (FF), Fine Gael (FG) i Partię Zielonych (GP). Zastąpił rząd Micheála Martina.
W wyborach parlamentarnych z 8 lutego 2020 podobną liczbę mandatów uzyskały FF, Sinn Féin i rządząca dotąd FG. Wyniki tych wyborów spowodowały trudności w stworzeniu większościowej koalicji rządowej, co doprowadziło do długotrwałych negocjacji. Koalicję ostatecznie zawarły Fianna Fáil oraz Fine Gael (konkurujące ze sobą przez wiele lat), a także Partia Zielonych. W ramach porozumienia ustalono, że na czele gabinetu stanie lider FF Micheál Martin, a pod koniec 2022 zastąpi go Leo Varadkar, przywódca FG i dotychczasowy premier. Porozumienie zostało ostatecznie zatwierdzone przez trzy ugrupowania 26 czerwca 2020. Następnego dnia Micheál Martin został zaprzysiężony, a jego gabinet rozpoczął urzędowanie.
Zgodnie z umową koalicyjną lider FF złożył rezygnację 17 grudnia 2022. Tego samego dnia na stanowisko premiera powołany został Leo Varadkar, którego w Dáil Éireann poparło 87 deputowanych. Również 17 grudnia lider Fine Gael w ramach dotychczasowej koalicji utworzył swój drugi gabinet, w którym większość dotychczasowych ministrów pozostała na swoich stanowiskach. Micheál Martin został wicepremierem, obejmując dodatkowo stanowiska ministra spraw zagranicznych i ministra obrony. Zajmujący je dotąd Simon Coveney zastąpił Leo Varadkara na funkcji ministra przedsiębiorczości, handlu i zatrudnienia. Stanowiskami zamienili się ministrowie finansów oraz wydatków publicznych.
W przemówieniu do zgromadzonych posłów premier za jeden z głównych celów rządu uznał przeciwdziałanie kryzysowi mieszkaniowemu.
20 marca 2024 Leo Varadkar zrezygnował z funkcji lidera Fine Gael. Zadeklarował także złożenie dymisji ze stanowiska premiera, co nastąpiło 8 kwietnia. Następnego dnia na urzędzie premiera zastąpił go nowy lider FG Simon Harris. Tego samego dnia doszło do zaprzysiężenia nowego gabinetu.

## Skład rządu
Premier i ministrowie
- Taoiseach: Leo Varadkar (FG)
- Tánaiste, minister spraw zagranicznych i minister obrony: Micheál Martin (FF)
- Minister środowiska, klimatu i komunikacji, minister transportu: Eamon Ryan (GP)
- Minister ds. wydatków publicznych, realizacji narodowego planu rozwoju i reform: Paschal Donohoe (FG)
- Minister finansów: Michael McGrath (FF)
- Minister przedsiębiorczości, handlu i zatrudnienia: Simon Coveney (FG)
- Minister zdrowia: Stephen Donnelly (FF)
- Minister ds. mediów, turystyki, sztuki, kultury i sportu oraz odpowiedzialny za Gaeltacht: Catherine Martin (GP)
- Minister sprawiedliwości: Simon Harris (FG, do czerwca 2023), Helen McEntee (FG, od czerwca 2023)[15]
- Minister szkolnictwa wyższego, innowacji i badań naukowych: Simon Harris (FG)
- Minister ds. dzieci, niepełnosprawnych, równości i integracji: Roderic O’Gorman (GP)
- Minister edukacji: Norma Foley (FF)
- Minister mieszkalnictwa, samorządów i dziedzictwa: Darragh O’Brien (FF)
- Minister rolnictwa, żywności i gospodarki morskiej: Charlie McConalogue (FF)
- Minister ochrony socjalnej, rozwoju obszarów wiejskich i wysp: Heather Humphreys (FG)
- Minister bez teki: Helen McEntee (FG, do czerwca 2023)

Uczestnicy posiedzeń gabinetu bez prawa głosu
- Government chief whip: Hildegarde Naughton (FG)
- Minister stanu w departamencie transportu oraz departamencie środowiska, klimatu i sieci komunikacyjnych: Jack Chambers (FF)
- Minister stanu w departamencie rolnictwa: Pippa Hackett (GP)
- Prokurator generalny: Rossa Fanning